# Anastasija Komardina
Anastasija Andrejevna Komardina (Russisch: Анастасия Андреевна Комардина) (Moskou, 8 juli 1997) is een tennisspeelster uit Rusland.
Zij begon op zevenjarige leeftijd met het spelen van tennis.
In het dubbelspel behaalde zij de 89e plaats op de wereldranglijks, op 11 juni 2018.